# Chronologie de Rouen
| Présentation chronologique, par date, d'évènements historiques de la ville de Rouen, en France, dans le département de la Seine-Maritime, en région Normandie, ville normande qui existait déjà du temps des Gaulois sous le nom de Rotomagos ou Ratomagos. |

## Temps anciens

### Période gallo-romaine
Ier siècle :
Fondation de Rotomago par les Véliocasses.
Formes anciennes: Ratomagos (Ptolémée), Ratomagos (Itin. Antonin, Peutinger), Rotomagus (Ammien Marcellin, Notitia dignitatum). Du
celtique rato/roto de signification incertaine (probablement : "rond/e") et mago, latinisé en magus, plaine, marché (cf. vieil irlandais mag : plaine).
120 : construction d'un réseau d'adduction d'eau et d'égouts
IIe siècle : apogée de Rotomagus - construction de nombreux bâtiments publics (amphithéâtre, etc.)
IIIe siècle : invasions barbares. Avec la réforme de Dioclétien à la fin du siècle, Rotomagus devient métropole de la province romaine de Lyonnaise seconde.

### DuIVeauXesiècle
vers 314 Avitien (Avitianus), évêque de Rouen
325-350 : fortification de la ville
IVe siècle : construction de la première cathédrale
567 : mariage de Chilpéric Ier et Galswinthe à Rouen
769 : Charlemagne à Rouen
818 : Louis le Débonnaire à Rouen
824 : Louis le Débonnaire de nouveau à Rouen, y reçoit les députés de Michel le Bègue empereur byzantin.
841 : premiers raids vikings - incendie de la ville.
856 : pillage de la ville par les Vikings

### Période du duché autonome
911 : traité de Saint-Clair-sur-Epte entre le roi Charles le Simple et Rollon devenu le premier duc du duché de Normandie dont Rouen devient la capitale.
931 : inhumation de Rollon dans le chœur de la cathédrale
946 : l'empereur d'Allemagne, Othon, assiège la ville.
1010 : Sven Ier de Danemark vient à Rouen conclure une alliance avec Richard II, duc de Normandie.
1014 : le Viking norvégien Olaf Haraldsson surnommé plus tard « le Saint » est baptisé en la cathédrale.
1030 : fondation de l'abbaye de la Trinité-du-Mont par le vicomte Gosselin.
1063 : consécration de la deuxième cathédrale
1066 : obligation de Guillaume le Conquérant visant à ce qu'une partie des juifs rouennais s'installent à Londres
1079 : première foire Saint-Romain
1087 : mort de Guillaume le Conquérant au prieuré Saint-Gervais, après avoir été blessé dans un combat à Mantes contre le roi de France.
1096 : massacre des juifs rouennais par les croisés normands
vers 1150 : premier pont permanent sur la Seine à l'initiative de Mathilde l'Emperesse. Un pont de pierre à treize arches, le Grand Pont, dont une rue porte encore le nom.
1131 : rencontre du pape Innocent II et de saint Bernard de Clairvaux.
1136 : incendie
1150 : charte communale accordée par Henri II Plantagenêt
1150-60 : agrandissement de l'enceinte de la ville qui triple de superficie
1160 : construction de la chapelle Saint-Julien par Henri II
1173 : incendie
1193 : premier siège de la ville par Philippe Auguste
1200 : incendie de la cathédrale - début de la construction de la troisième cathédrale
1204 : prise de Rouen par Philippe Auguste - fin du duché de Normandie.

### DuXIIIeauXVIesiècle
1204 : début de la construction du château de Rouen, château fort médiéval dont seul le donjon (tour Jeanne-d'Arc) subsiste aujourd'hui
1205 : massacre des juifs
1207 : charte communale confirmée par Philippe Auguste
1228 : construction d'une flèche à la cathédrale
1248 : incendie
1255 : Saint Louis à Rouen
1257 : Saint Louis à Rouen
1264 : Saint Louis à Rouen
XIIIe siècle : dernier agrandissement de l'enceinte
1304 : famine - expulsion de juifs (2 000 à 4 000 personnes, soit environ 10 % de la population)
1346 : Philippe VI de France ordonne la construction d'une nouvelle enceinte.
1348 : peste noire - 1/3 des habitants sont tués
1364 : Charles V plusieurs mois à Rouen
1382 : révolte de la Harelle durement réprimée par Charles VI - abolition de la commune de Rouen
1389 : reconstruction du beffroi et construction du mécanisme du Gros-Horloge par Jehan de Felains
1392 : retour des privilèges communaux
1418 : début du siège de la ville par Henri V d'Angleterre - Prise du fort Sainte-Catherine
1419 : chute de la ville qui devient possession des Anglais - le siège a fait environ 35 000 morts - début de la construction du Vieux Palais
1430 : Henri VI à Rouen - Jeanne d'Arc emprisonnée
1431 : procès de Jeanne d'Arc - mort de Jeanne d'Arc, brûlée place du Vieux-Marché
1449 : reprise de Rouen par les Français, entrée de Charles VII accompagné de Jacques Cœur. Jean de Dunois est nommé capitaine de la ville.
1462 : Marguerite d'Anjou à Rouen - Louis XI à Rouen
1464 : Louis XI à Rouen
1485 : début de la construction de la tour de Beurre de la cathédrale - Charles VIII à Rouen confirme les privilèges de la province.
1486 : fondation d'une société littéraire : le Puy des Palinods.
1499 : début de la construction du palais de l'Échiquier de Normandie, futur palais de justice de Rouen

## Temps modernes

### XVIesiècle
1508 : fin de la construction de la tour de Beurre - Louis XII inaugure le palais de l'Échiquier
1514 : incendie de la flèche de la cathédrale
1520 : interdiction de construire des maisons à encorbellement
1521 : peste
1524 : fin de la construction de l'église Saint-Maclou
1532 : François Ier à Rouen.
1542 : Le céramiste Masseot Abaquesne fonde un atelier de faïence.
1550 : Entrée de Henri II et de Catherine de Medicis, fêtes nautiques et fête brésilienne.
1562 : Prise de contrôle de la ville par les calvinistes. 
1591 : début du démantèlement du château de Rouen dont seul le donjon médiéval (tour Jeanne-d'Arc) subsiste aujourd'hui

### XVIIesiècle
1613 : mort du poète satirique Mathurin Régnier.
1615 : la reine Marie de Medicis pose la première pierre de la chapelle du collège des Jésuites (actuellement lycée Corneille).
1617 : visite de Louis XIII.
1620 : visite de Louis XIII.
1628-1631 : construction d'un pont de bateaux
1629 : fondation du couvent de la Visitation, (actuellement  musée départemental des Antiquités).
1631 : disette.
1634 : le jésuite Jean-Baptiste Gresset, enseignant au collège des Jésuites, écrit Vert-Vert.
1639 : révolte des Nu-Pieds suivie par la répression du Chancelier Séguier.
1646 : Blaise Pascal réside à Rouen et y fait des expériences sur le vide.
1650 : 4 000 personnes sont victimes de la peste; venue de Louis XIV, accompagné de sa mère Anne d'Autriche et du cardinal Mazarin.
1654 : construction d'une léproserie au Lieu-de-Santé : l'hôpital Saint-Louis et Saint-Roch dans laquelle sera transféré l'Hôtel-Dieu en 1743.
1658 : inondations.
1668-1670 : épidémie de peste.
1670 : visite de Michał Wiśniowiecki, roi de Pologne.
1677 : prêche de carême par le jésuite Louis Bourdaloue.
1678-1689 : construction de l'église du couvent des Carmes déchaussés.

### XVIIIesiècle
1709 : inondation et disette.
1716 : lettres patentes donnant la possibilité aux négociants du port de Rouen (ainsi que de Nantes, La Rochelle, Bordeaux) de pratiquer librement la traite négrière, hors des compagnies à monopole.
1719 : mort de Jean-Baptiste de La Salle, au Manoir de Saint-Yon.
1723 : Voltaire publie secrètement à Rouen, la première édition de La Henriade.
1740 : inondation et disette.
1744 : création de l'Académie de Rouen
1749 : Sur la route du Havre, Louis XV passe à Rouen.
1766-1780 : l'enceinte fortifiée est rasée et laisse la place à des boulevards.
1772 : Louis XV supprime le Parlement de Normandie et le remplace par un conseil supérieur.
1774 : Louis XVI rétablit le Parlement.
1777 : visite de Joseph II, empereur du Saint-Empire romain germanique.
1782 : visite de Paul Ier, futur empereur de Russie.
1784 : vol en ballon de Jean-Pierre Blanchard.
1785-1790 : construction de la chapelle de l'Hospice général (CHU Charles-Nicolle) par Jean-Guillaume Bernard Vauquelin.
1786 : 26 juin : visite de Louis XVI.
1787 : Le premier navire américain remonte jusqu'au port de Rouen.

## Révolution et Empire (1789-1815)
1789 : deux agitateurs, François Bordier et Thomas-Charles Jourdain, sont condamnés à la pendaison
1790 : suppression du Parlement de Normandie qui est remplacé par un tribunal de district
1792 : destruction du Vieux Palais
1800 : premiers essais d'un sous-marin par Robert Fulton
1800-1805 : important développement des filatures de coton
1802 du 30 octobre au 5 novembre : visite du premier consul Napoléon Bonaparte et de Joséphine de Beauharnais
1806 : ouverture au public du jardin de Saint-Ouen
1809 : ouverture de la bibliothèque et du musée
1810 : 30 mai au 1er juin : visite de Napoléon et de Marie-Louise
1812 : disette
1813 : du 2 au 4 septembre : visite de l'impératrice Marie-Louise

## XIXesiècle

### Restauration (1815-1830)
1815 : après la défaite de Waterloo, 30 000 Prussiens occupent la ville
1817 : nivellement de la place de l'Hôtel-de-Ville
1818 : création du cours Boieldieu
1822 : incendie de la flèche de la cathédrale
1824 : création du cimetière monumental. Début de la construction de la flèche en fonte de la cathédrale
1825 : 23 novembre 11 h 30, Jules Roustel, dit Cagnard, un ouvrier du Houlme, condamné à mort pour avoir tué un gendarme en août de l'année précédente, est exécuté.
1828 : ouverture du Muséum d'histoire naturelle
1830 : début de la construction de la rue Royale (actuelle rue de la République)

### Monarchie de Juillet (1830-1848)
1831 : ouverture du musée des Antiquités
1832 : construction du marché Saint-Marc et de la rue Armand-Carrel
1834 : construction du pont suspendu, statue de Pierre Corneille par David d'Angers.
1836 : construction des abattoirs
1840 : ouverture au public du Jardin des Plantes
1843 : inauguration de la première ligne de chemin de fer Paris - Rouen
1847 : inauguration de la ligne de chemin de fer Le Havre - Rouen
1848 : en février, le pont aux Anglais est incendié par les ouvriers de Rouen et l'insurrection d'avril (barricades dans les quartiers est et faubourg Saint-Sever), faisant écho aux événements parisiens, est sévèrement réprimée par la garde nationale et le régiment de ligne sous les ordres directs du général Ordener.

### Deuxième République et Second Empire (1848-1870)
1851 : achèvement de la nouvelle façade de l'église Saint-Ouen
1855 : exposition
1856 : construction de l'église Saint-Sever
1859 : exposition régionale du commerce et de l'industrie
1860 : début du percement de la rue de l'Impératrice (actuelle rue Jeanne-d'Arc) et de la rue Thiers (actuelle rue Jean-Lecanuet). Construction des docks
1862 : inauguration de la rue de l'Impératrice (rue Jeanne-d'Arc) et de la rue Thiers (rue Jean-Lecanuet).
1863 : inauguration du jardin de Solférino (actuel square Verdrel)
1864 : création du musée de la céramique.
1865 : érection de la statue équestre de Napoléon Ier, place de l'Hôtel-de-Ville.
1867 : ouverture du chemin de fer de Rouen à Amiens
1868 : construction de la nouvelle flèche de l'église Saint-Maclou. Visite de l'Empereur Napoléon III le 31 mai.

### Débuts de la Troisième République (1870-1900)

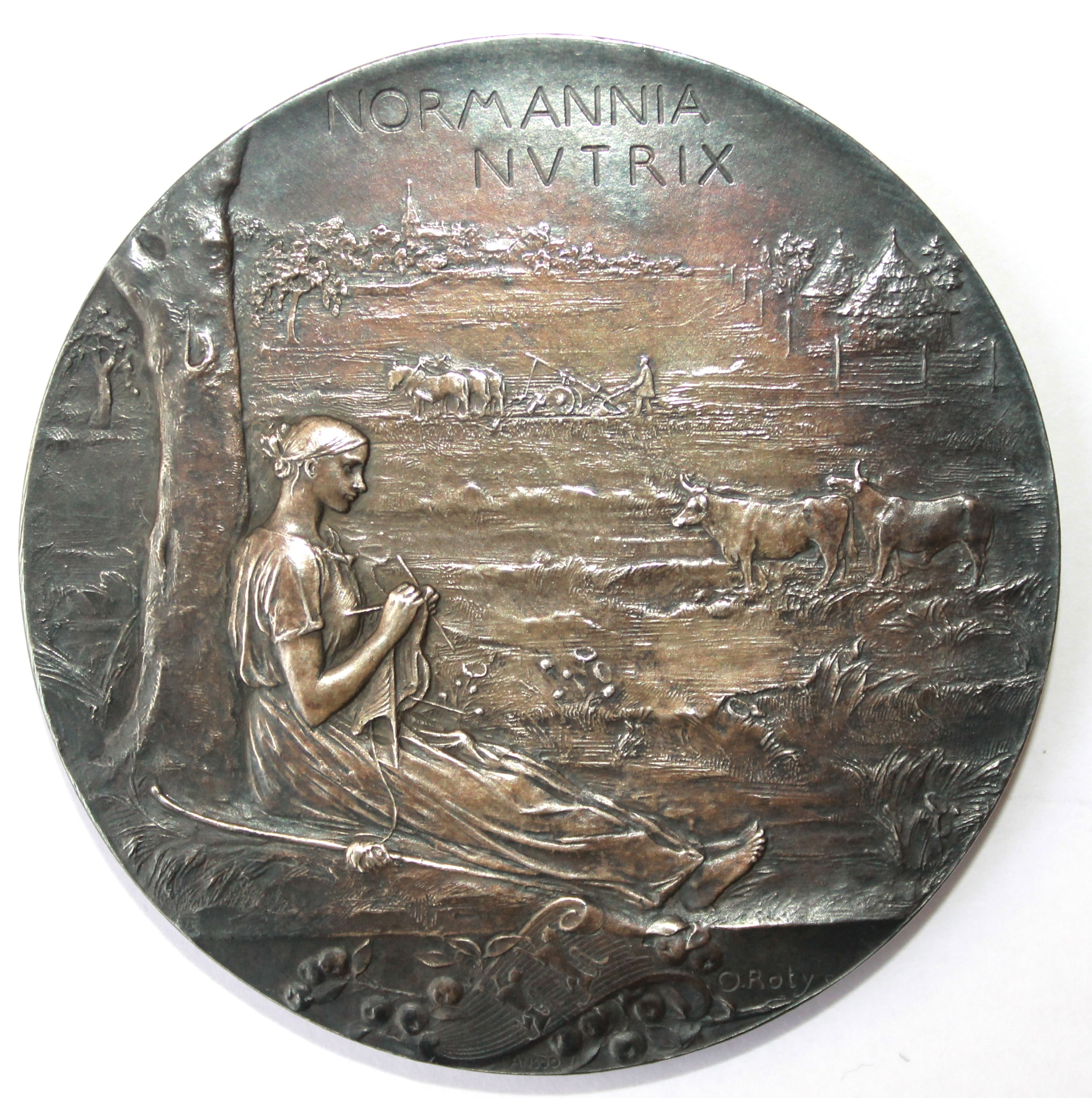
Médaille de l'Exposition nationale et coloniale de Rouen en 1896 par Oscar Roty.

décembre 1870-juillet 1871 : occupation de Rouen par l'armée prussienne
1870-1872 : construction de l'église Saint-Clément
1871 : visite du président Adolphe Thiers
1872 : épidémie de typhus
1874 : construction de l'église Saint-Gervais
1875-1878 : construction de l'église Saint-Hilaire
1876 : début de la construction du musée des beaux-arts ; incendie du théâtre des Arts ; visite du président Patrice de Mac Mahon
1879 : inauguration de la fontaine Sainte-Marie due à Alexandre Falguière
1882 : inauguration du nouveau théâtre des Arts ; construction de l'église Saint-Joseph
1884 : achèvement de la flèche de la cathédrale ; démolition du pont suspendu ; exposition industrielle
1888 : construction du pont Boieldieu ; 13 et 14 septembre, visite du président Carnot ;
1894 : ouverture du vélodrome ; première compétition automobile Paris-Rouen ; construction du cirque place du Boulingrin ; fin de la reconstruction de l'église Saint-Paul
1896 : exposition nationale et coloniale. Visite du président Félix Faure
1898 : fin de la construction de la gare d'Orléans
1898-1899 : construction du pont transbordeur dû à Ferdinand Arnodin

## XXesiècle

### Belle Époque
1902 : exposition coloniale
1904 : fêtes normandes
1905 : fêtes maritimes. Passage de Buffalo Bill
1906 : fêtes du tricentenaire de Corneille
1909 : fêtes normandes
1910 : crue de la Seine. La mission de Charcot débarque à Rouen. Grande Semaine d'aviation de Rouen. Passage de la 15e étape du Tour de France.
1911 : fêtes du millénaire normand. Visite du président Armand Fallières. Passage de la 14e étape du Tour de France.
1914 : Passage de la 2e étape du Tour de France.

### LaPremière Guerre mondiale
1915 : Rouen sert de base pour les armées britanniques. Obsèques de Mgr Fuzet
1916 : Nomination de Mgr Dubois. Mort accidentelle du poète belge Émile Verhaeren
1917 : visite de la reine Mary

### L'entre-deux-guerres
1920 : inauguration du musée Le Secq des Tournelles dans l'ancienne église Saint-Laurent, désaffectée depuis la Révolution. Passage de la 2e étape du Tour de France.
1921 : visite du président Alexandre Millerand
1926 : incendie de l'hôtel de ville
1927 : suppression de l'octroi
1928 : inauguration de la nouvelle gare de Rouen Rive-Droite par le président Gaston Doumergue
1931 : inauguration du Monument aux morts des Forains dû au sculpteur Real del Sarte
1934 : Jean Renoir tourne Madame Bovary

### LaSeconde Guerre mondiale
9 juin 1940 : les 4 ponts sur la Seine sautent. Début de l'occupation par les troupes allemandes
9 au 13 juin 1940 : incendie du quartier situé entre la Seine et la cathédrale
17 août 1942 : raid de bombardiers américains sur Rouen
19 avril 1944 : raid de bombardiers alliés sur Rouen
30 mai au 5 juin 1944 : « semaine rouge », bombardements sur Rouen
30 août 1944 : libération de Rouen
8 octobre 1944 : visite du général de Gaulle

### Depuis 1945
1946 : adoption du plan d'urbanisme de Jacques Gréber pour la reconstruction du centre ville.
1947 : Passage de la 21e étape du Tour de France.
18 juillet 1949 : visite du président Vincent Auriol.
1952 : inauguration du pont Pierre-Corneille.
30 juin 1954 : visite du président René Coty.
1955 : inauguration du pont Boieldieu.
1956 : inauguration du palais des Consuls ; inauguration du pont Jeanne-d'Arc ; réouverture de la  cathédrale en présence de René Coty.
1958-1963 : construction de la Tour des Archives.
1958-1965 : construction de la Préfecture-Hôtel du Département.
30 mars 1960 : visite de Nikita Khrouchtchev.
11 décembre 1962 : inauguration du 3e théâtre des Arts, avec Carmen.
1966 : création de l'université de Rouen.
1969 : le Football Club de Rouen 1899 reçoit Arsenal[Quoi ?] en 8e de finale de la coupe des villes de Foires au stade Robert-Diochon.
1970 : ouverture d'une piscine sur l'île Lacroix.
janvier 1972 : visite de la reine Élisabeth II.
septembre 1975 : visite de Léopold Sédar Senghor.
1978 : ouverture du centre commercial Saint-Sever.
1979 : inauguration de l'église Sainte-Jeanne-d'Arc par Valéry Giscard d'Estaing.
1980 : inauguration du pont Mathilde ; ouverture du musée national de l'Éducation rue Eau-de-Robec.
1986 : Course de la liberté Rouen-New York. Course transatlantique en double sur voiliers multicoques pour célébrer le centenaire du départ de la statue de la Liberté vers New York.
juillet 1989 : les Voiles de la liberté.
22 février 1993 : mort de l'ancien ministre et maire en exercice, Jean Lecanuet.
1994 : ouverture de l'Espace du Palais.
juillet 1994 : l'Armada de la liberté.
décembre 1994 : inauguration du Métro de Rouen.
juillet 1997 : Prologue et départ de la 1re étape du Tour de France.
juillet 1999 : l'Armada du siècle ; ouverture du Musée maritime fluvial et portuaire
26 et 27 décembre 1999: la Tempête Lothar ; les vents soufflent à 140 km/h, un des quatre clochetons de la cathédrale pesant 27 tonnes s'effondre dans la nef, des dégâts estimés à 45 millions de francs (6,9 millions d'euros).
février 2001 : inauguration du Zénith de Rouen.
février 2002 : obtention du label « Ville d'art et d'histoire ».
juillet 2003 : l'Armada Rouen 2003.
2005 : accession du SPO Rouen Basket en Pro A ; inauguration du parc Grammont.
décembre 2007 : inauguration du pont Gustave-Flaubert.
8 mars 2008 : victoire de la gauche, conduite par la socialiste Valérie Fourneyron, aux élections municipales.
Du 5 au 14 juillet 2008 : l'Armada 2008.
29 septembre 2008 : ouverture à la circulation du pont Gustave-Flaubert.
23 avril 2009 : ouverture des Docks 76, pôle d'activités commerciales et de loisirs.
29 mai 2009 : obsèques de Mgr Joseph Duval, archevêque de Rouen de 1981 à 2003.
juillet 2012 : arrivée de la 4e étape et départ de la 5e étape du Tour de France.
8 septembre 2012 : inauguration du Palais des sports de Rouen.
juin 2013 : l'Armada 2013.
2014 : inauguration du Panorama XXL.
6 août 2016 : incendie dans le bar "Cuba Libre" : 13 morts et 6 blessés dont la majorité sont des jeunes âgés de 18 à 25 ans.
juin 2019 : l'Armada 2019.
26 septembre 2019 : incendie de l'usine Lubrizol : importante pollution dans l'agglomération jusque dans les départements voisins.
juin 2023 : l'Armada 2023.
17 mai 2024 : incendie criminel de la synagogue de Rouen.
8 juillet 2025 : arrivée de la 4e étape du Tour de France.